# 杀手 (2016年游戏)
《杀手》是一部由IO Interactive开发，史克威尔艾尼克斯发行的隐蔽类动作冒险游戏，游戏运行于Microsoft Windows、PlayStation 4以及Xbox One平台。此为刺客任務系列的第六部作品，亦是新主系列的第一部作品，在剧情上的序章为整个系列的前傳，後面皆為系列續作。

## 剧情梗概
殺手47是一名来自罗马尼亚的殺手。受雇于国际契约组织（英文：International Contract Agency，简称ICA）。他受到了戴安娜的推荐，经过重重考察被选中，戴安娜也成了他的接头人。兩人在經歷過多次合作後，47出色地完成了巴黎、薩皮沙、馬拉喀什、曼谷等地的任务。而戴安娜觉察到47的任务都是来自于一名影子客户。在进行位於科罗拉多的任务时，47在一个雇佣兵基地的地下室里发现了其實他所完成的任務都是在刺殺神秘组织“神意密会”的成員或與其相關的人，以及ICA前高管埃里奇·索德斯已经叛变的事实。47被派往北海道刺杀了索德斯。之后“神意密会”的成员找到了戴安娜，表示想与ICA合作找出影子客戶。

## 發行
游戏採分章节的形式逐步发行，第一章“巴黎”原定於2015年12月8日發行，後來延後至2016年3月11日发行，第二章“羅馬大學”于2016年4月26日发行，第三章“马拉喀什”于2016年5月31日发行。第四章“曼谷”於2016年6月16日發售。第五章“科羅拉多”於2016年9月27日發售。第六章“北海道”於2016年10月31日發售。除了原本的章節，遊戲還發行「Intro Pack」版本，該版本一次收錄第一至第三章的遊戲內容。
官方在2017年3月14日發佈官方簡體中文版，為繼《杀手2：沉默刺客》後少見的官方中文，在這之前都是民間漢化團體自行製作中文。目前僅限PC，家用機版目前尚未釋出語言更新。
續作《刺客任務2》，於2018年11月13日推出。

## 評價
| 游戏       | Metacritic                          |
| ---------- | ----------------------------------- |
| 杀手       | PC：83/100 PS4：84/100 XONE：85/100 |
| Intro Pack | PC：75/100 PS4：77/100 XONE：75/100 |
| 羅馬大學   | PC：84/100 PS4：84/100 XONE：79/100 |
| 馬拉喀什   | PC：79/100 PS4：75/100              |
| 額外章節   | PS4：79/100                         |
| 曼谷       | PC：78/100 PS4：71/100              |
| 科羅拉多   | PC：74/100 PS4：70/100              |
| 北海道     | PC：83/100 PS4：81/100              |

《杀手》受到遊戲媒體的一致好評。

### 銷售
在日本，遊戲的完整版首周賣出1萬7252份，成為當周銷量第六。

## 備註
1. ↑  於2017年5月後不再擔任刺客任務系列的發行商[1]
2. ↑  該章節的原名為萨皮恩扎（Sapienza）